# Петрово (Заволжское сельское поселение)
Петрово — деревня в Ярославском районе Ярославской области. Входит в состав Заволжского сельского поселения.

## География
Находится в восточной части Ярославской области на расстоянии приблизительно 22 км на север-северо-восток по прямой от станции Филино.

## История
В 1859 году здесь (деревня Даниловского уезда Ярославской губернии) было учтено 7 дворов , в 1898 — 12.

## Население
Численность населения: 65 человека (1859 год), 0 как в 2002 году, так и в 2010.